# Love, in Itself
 «Love, in Itself» — третій сингл британського гурту Depeche Mode із їхнього третього студійного альбому Construction Time Again  і дев'ятого у дискографії гурту. Записаний на студії The Garden у Лондоні, представлений 19 вересня 1983. У США оригінального комерційного релізу не було.

## Огляд
Заголовна пісня має три мікси: «Love, in Itself·2» — сингл-редакція альбомної версії, «Love, in Itself·3» — подовжений мікс для релізу 12", «Love, in Itself·4»“  — лаунж-версія, в якій значне місце займає звучання фортепіано. Сторону „Б“ займає пісня „Fools“. „Fools (Bigger)“ — це подовжена версія пісні. Автор цієї композиції — Алан Уайлдер.
Режисером музичного відео на «Love, in Itself» став Клайв Річардсон.

## Списки композицій
| 7» Mute / 7Bong4 | 7» Mute / 7Bong4      | 7» Mute / 7Bong4 | 7» Mute / 7Bong4 |
| #                | Назва                 | Автор            | Тривалість       |
| ---------------- | --------------------- | ---------------- | ---------------- |
| 1.               | «Love, in Itself · 2» | Мартін Гор       | 4:00             |
| 2.               | «Fools»               | Алан Уайлдер     | 4:14             |

| 12" Mute / 12Bong4 | 12" Mute / 12Bong4    | 12" Mute / 12Bong4 | 12" Mute / 12Bong4 |
| #                  | Назва                 | Автор              | Тривалість         |
| ------------------ | --------------------- | ------------------ | ------------------ |
| 1.                 | «Love, in Itself · 3» | Мартін Гор         | 7:15               |
| 2.                 | «Fools» (Bigger)      | Алан Уайлдер       | 7:39               |
| 3.                 | «Love, in Itself · 4» | Мартін Гор         | 4:38               |

| 12" Mute / L12Bong4 | 12" Mute / L12Bong4            | 12" Mute / L12Bong4 | 12" Mute / L12Bong4 |
| #                   | Назва                          | Автор               | Тривалість          |
| ------------------- | ------------------------------ | ------------------- | ------------------- |
| 1.                  | «Love In Itself · 2»           | Мартін Гор          | 4:00                |
| 2.                  | «Just Can’t Get Enough» (Live) | Вінс Кларк          | 5:35                |
| 3.                  | «A Photograph of You» (Live)   | Мартін Гор          | 3:21                |
| 4.                  | «Shout!» (Live)                | Вінс Кларк          | 4:39                |
| 5.                  | «Photographic» (Live)          | Вінс Кларк          | 3:56                |

| CD Mute / CDBong4 | CD Mute / CDBong4     | CD Mute / CDBong4 | CD Mute / CDBong4 |
| #                 | Назва                 | Автор             | Тривалість        |
| ----------------- | --------------------- | ----------------- | ----------------- |
| 1.                | «Love, in Itself · 2» | Мартін Гор        | 4:00              |
| 2.                | «Fools»               | Алан Уайлдер      | 4:14              |
| 3.                | «Love, in Itself · 3» | Мартін Гор        | 7:15              |
| 4.                | «Fools» (Bigger)      | Алан Уайлдер      | 7:39              |
| 5.                | «Love, in Itself · 4» | Мартін Гор        | 4:38              |